# The Clash (álbum)
The Clash es el nombre del álbum debut lanzado por la banda punk británica The Clash. Fue publicado en dos diferentes versiones, la original editada en 1977 en Gran Bretaña y Europa, y una distinta lanzada en el mercado estadounidense en 1979.

## Versión original
La versión original fue editada por CBS Records y producida por Mickey Foote en 1977. 
El álbum era musicalmente muy variado para una banda punk ya que contenía canciones con influencias reggae, dub y pop, entre otras.
El LP fue grabado a lo largo de 3 semanas de sesiones durante febrero de 1977 en los Whitfield Studios de Londres, propiedad de la CBS. La foto usada para la portada fue tomada en un callejón frente a la sala de ensayos habitual de la banda situados junto al Roundhouse londinense. Sin embargo, el baterista Terry Chimes no figuró en la misma, a pesar de ser uno de los miembros durante la grabación, ya que tenía decidido abandonar la banda a la brevedad. La fotografía de la contraportada fue tomada por Rocco Macauley durante los disturbios raciales que se produjeron en el Carnaval de Notting Hill, el 31 de agosto de 1976. 
La producción de The Clash costó en total sólo £ 4000 y alcanzó la 12.ª posición en las listas británicas.

### Lista de temas
Todos compuestos por Mick Jones y Joe Strummer a menos que se indique.
1. "Janie Jones" – 2:09
2. "Remote Control" – 3:03
3. "I'm So Bored with the USA" – 2:25
4. "White Riot" – 1:57
5. "Hate & War" – 2:07
6. "What's My Name?" (Mick Jones, Keith Levene y Joe Strummer) – 1:42
7. "Deny" – 3:03
8. "London's Burning" – 2:13
9. "Career Opportunities" – 1:54
10. "Cheat" – 2:06
11. "Protex Blue" – 1:47
12. "Police & Thieves" (Junior Murvin y Lee Perry) – 6:04
13. "48 Hours" – 1:36
14. "Garageland" – 3:12

### Personal
- Joe Strummer − voz y guitarra
- Mick Jones − guitarra y voz
- Paul Simonon − bajo y coros
- Terry Chimes − batería (acreditado como "Tory Crimes" que traducido al español sería algo así como "delitos de conservador")

### Curiosidades
- La versión de "White Riot" usada para el álbum es una grabación previa a la de las sesiones que dieron lugar a The Clash.
- "I'm So Bored with the U.S.A." fue compuesta a partir de la canción "I'm So Bored with You", que había escrito Mick Jones, luego de que Strummer confundiera el nombre en una charla con el guitarrista. La introducción está basada en "Pretty Vacant" de los Sex Pistols.
- "Protex Blue", cantada por Mick Jones, trata sobre una marca de preservativos de los '70s. La canción finaliza con la frase "Johnny Johnny!" que es un término británico para decir condón.
- "Police & Thieves" fue agregada al álbum luego de que los miembros se sorprendieran de lo corta que era la duración total del mismo.
- Lee Perry, el compositor original de "Police & Thieves", escuchó el disco cuando estuvo en Londres durante 1977 y se lo mostró a Bob Marley que, como respuesta, mencionó a The Clash en su canción "Punky Reggae Party".
- "Garageland" fue compuesta como respuesta a una crítica de Charles Shaar Murray hacia ellos que los calificaba como "el tipo de banda que debería regresar al garaje (la cochera) inmediatamente, preferentemente con el motor encendido". Fue el último tema grabado para el álbum.
- En 2003, en una edición especial, la revista Rolling Stone posicionó el álbum en el puesto 77 de su lista de los 500 mejores álbumes de todos los tiempos.

## Versión americana
En los Estados Unidos el álbum debut no fue editado hasta un año después de Give 'Em Enough Rope, en 1979, por lo cual The Clash fue el segundo LP de la banda en dichas tierras. 
CBS Records había considerado que en Norteamérica el álbum difícilmente tendría éxito y, por ende, decidió no lanzarlo allí. Sin embargo, durante el período de 1977 a 1978 el disco se convirtió en el más importado del año, vendiendo más de 100.000 copias.
En julio de 1979, Epic Records lanzó una versión modificada del álbum para el mercado de los Estados Unidos de América. Esta versión reemplazó cuatro de las canciones originales de The Clash por cinco sencillos y lados B, algunos de los cuales habían sido grabados a posteriori del segundo álbum, Give 'Em Enough Rope. 
Además, se utilizó una versión regrabada de "White Riot" en lugar de la original que aparecía en la versión británica.
El álbum tuvo un éxito moderado, en parte por la popularidad que ya había gozado la versión original en el rubro de las importaciones.

### Lista de temas
Todos compuestos por Mick Jones y Joe Strummer a menos que se indique.
1. "Clash City Rockers" – 3:49
2. "I'm So Bored with the USA" – 2:24
3. "Remote Control" – 3:01
4. "Complete Control" – 3:14
5. "White Riot" – 1:59
6. "(White Man) In Hammersmith Palais" – 4:00
7. "London's Burning" – 2:10
8. "I Fought the Law" (Bobby Fuller Four) – 2:41
9. "Janie Jones" – 2:06
10. "Career Opportunities" – 1:52
11. "What's My Name" (Mick Jones, Keith Levene y Joe Strummer) – 1:41
12. "Hate & War" – 2:05
13. "Police & Thieves" (Junior Murvin y Lee Perry) – 6:01
14. "Jail Guitar Doors" – 3:05
15. "Garageland" – 3:12

### Personal
- Joe Strummer − voz y guitarra
- Mick Jones − guitarra y voz
- Paul Simonon − bajo, y coros
- Terry Chimes − batería excepto en las canciones especificadas abajo (acreditado como "Tory Crimes")
- Topper Headon − batería en "Clash City Rockers", "Complete Control", "(White Man) In Hammersmith Palais", "I Fought the Law" y "Jail Guitar Doors"